# Встроенная мебель
Встроенная мебель — стационарная мебель, неотъемлемой частью которой является элемент строительной конструкции помещения (потолок, пол, стена, колонна, ниша и т. д.); разновидность предметов домашней обстановки (шкафов, скамеек, кроватей и т. п.), которые обустраиваются в нишах капитальных стен или специальных перегородок. 
В разряд встроенной мебели также попадают шкафы-перегородки.
Как правило, место под встроенную мебель выделяется в соответствии с планировкой квартиры. Такая мебель существенно экономичнее и удобнее обычной, она позволяет более рационально использовать внутреннее пространство жилых помещений и не загромождает их полезный объём, что особенно ценно в условиях малометражной жилплощади. С точки зрения гигиены встроенная мебель так же предпочтительнее обычной, так как она не имеет верхних плоскостей, на которых скапливается бытовая пыль.
Наиболее часто встречаются встроенные стеллажи для хозяйственной утвари, книг или одежды, полки которых наглухо закрепляются на стенах. Иногда они дополняются убирающимся рабочим столом. На современных кухнях нередко можно также встретить складные обеденные столы со скамьями, в малогабаритных квартирах — убирающиеся в дневное время кровати.